# Marcel Balsa
Marcel Lucien Balsa (Creuse,  1909. január 1. – Maisons-Alfort, 1984. augusztus 11.) francia autóversenyző.

## Pályafutása
A második világháború után kezdett az autóversenyzésbe.
1952-ben részt vett a Formula–1-es világbajnokság német versenyén. A futamra egy BMW-vel nevezett. A huszonötödik helyről rajtolt, majd öt kör megtétele után kiesett.
Pályafutása alatt elindult több, a világbajnokság keretein kívül rendezett Formula–1-es versenyen is.

## Eredményei

### Teljes Formula–1-es eredménylistája
(Táblázat értelmezése)

(Félkövér: pole-pozícióból indult; dőlt: leggyorsabb kört futott) 

| Év   | Csapat       | Modell      | Motor          | 1   | 2   | 3   | 4   | 5   | 6      | 7   | 8   | Helyezés | Pont |
| ---- | ------------ | ----------- | -------------- | --- | --- | --- | --- | --- | ------ | --- | --- | -------- | ---- |
| 1952 | Marcel Balsa | BMW Special | BMW Straight-6 | SUI | 500 | BEL | FRA | GBR | GER Ki | NED | ITA | -        | 0    |